# 德里夫特伍德鎮區 (堪薩斯州羅林斯縣)
德里夫特伍德鎮區（英語：Driftwood Township）為美國堪薩斯州羅林斯縣轄下的鎮區。2010年美国人口普查中該鎮區人口有74人。

## 地理
德里夫特伍德鎮區涵蓋總面積為185.66平方（71.68平方英里），其中185.62平方（71.67平方英里）為陸地，0.04平方（0.015平方英里）或0.02%為水域。海拔高度920（3,020英尺）。

## 人口統計
根據2010年美國人口普查，德里夫特伍德鎮區人口有74人，住房43戶，人口密度為0.4人/每平方公里。此鎮區居民之種族中，白人有71人，非裔美國人有0人，美洲原住民有0人，亞裔美國人有0人，太平洋島裔美國人有0人，其他種族有3人，混血種族則有0人。此外此鎮區有5人為西班牙裔或拉丁裔美國人。

## 交通

### 主要公路
- 25號堪薩斯州州道